# Idionella deserta
Idionella deserta là một loài nhện trong họ Linyphiidae.
Loài này thuộc chi Idionella. Idionella deserta được Willis J. Gertsch & Wilton Ivie miêu tả năm 1936.